# Luigi Blasucci
Luigi Blasucci (Altamura, 23 maggio 1924 – Pisa, 29 ottobre 2021) è stato un critico letterario e italianista italiano.

## Biografia
Studiò lettere a Pisa come allievo dell'Università e della Scuola Normale Superiore, avendo tra i suoi docenti Luigi Russo, Mario Fubini e Gianfranco Contini.
Insegnò letteratura italiana, prima nella facoltà di Lingue e letterature straniere, quindi in quella di Lettere e Filosofia dell'Università di Pisa, infine nella Scuola Normale Superiore, della quale fu professore emerito.
Membro del comitato scientifico del Centro Nazionale di Studi Leopardiani, consulente della rivista "Stilistica e metrica", diresse presso la casa editrice Pacini Fazzi di Lucca la collana di testi e critica letteraria "L'Unicorno". Fu socio dell'Accademia Nazionale dell'Arcadia. 
I suoi interessi critici si rivolsero prevalentemente verso quattro autori: Dante, Ariosto, Leopardi, Montale. Al primo di essi dedicò una serie di ricerche linguistico-stilistiche, tematiche, metriche, confluite nel volume Letture e saggi danteschi (2014). 
Fra gli studi ariosteschi, anch'essi raccolti in volume (Sulla struttura metrica del "Furioso" e altri studi ariosteschi, 2014), si segnalano quelli di interesse metrico, a partire dallo scritto che dà il titolo al libro, divenuto un punto di riferimento per tutte le successive ricerche sull'ottava ariostesca.
Su Leopardi pubblicò parecchie raccolte di saggi, da Leopardi e i segnali dell'infinito (1985) a La svolta dell'idillio e altre pagine leopardiane (2017), nei quali la visione di una "carriera poetica" cronologicamente breve ma molto articolata nelle sue forme e nei suoi esiti eccelsi si associa all'individuazione di un pensiero in progress, attivo non solo nelle pagine argomentative dello Zibaldone e delle Operette, ma anche nei componimenti lirici dei Canti. 
Nei vari studi su Montale, sia ricerche linguistiche che analisi testuali (letture di singoli componimenti), riunite in parte nel volume Gli oggetti di Montale (2002), Blasucci tendeva a collegare la concretezza oggettuale e la precisione del linguaggio di Montale alle sue istanze 'metafisiche'.
Nel 2014 gli fu conferito il leopardiano Premio La Ginestra.
Blasucci è morto a Pisa, nel 2021, all'età di 97 anni.

## Opere

### Studi
- Studi su Dante e Ariosto, Milano-Napoli, Ricciardi, 1969.
- Leopardi e i segnali dell'infinito, Collana Saggi, Bologna, Il Mulino, 1985, ISBN 978-88-150-0876-3.
- I titoli dei «Canti» e altri studi leopardiani, Napoli, Morano, 1989; poi Venezia, Marsilio, 2011, ISBN 978-88-317-0566-0.
- I tempi dei «Canti». Nuovi studi leopardiani, Collana Biblioteca Studio, Torino, Einaudi, 1996, ISBN 978-88-061-3976-6.
- Gli oggetti di Montale, Collana Saggi, Bologna, Il Mulino, 2002, ISBN 978-88-150-8796-6; Collana Letteraria reprint, Ledizioni, 2010, ISBN 978-88-959-9446-8.
- Lo stormire del vento tra le piante. Testi e percorsi leopardiani, Collana Saggi, Venezia, Marsilio, 2003, ISBN 978-88-317-8223-4.
- Letture e saggi danteschi, Pisa, Edizioni della Scuola Normale, 2014, ISBN 978-88-7642-530-1.
- Sulla struttura metrica del «Furioso» e altri studi ariosteschi, Firenze, SISMEL Edizioni del Galluzzo, 2014, ISBN 978-88-845-0536-1.
- La svolta dell'idillio e altre pagine leopardiane, Collana Saggi, Bologna, Il Mulino, 2017, ISBN 978-88-152-7387-1.
- Commentare Leopardi, con tre applicazioni, Pisa, Edizioni della Normale, 2018, ISBN 978-88-764-2636-0.

### Curatele
- Dante Alighieri, Tutte le opere, Firenze, Sansoni, 1965.
- Niccolò Machiavelli, Opere. Volume IV, Collezione Classici italiani, Torino, UTET, 1989, ISBN 978-88-020-4222-0.
- Giacomo Leopardi, Canti. Volume primo, Biblioteca di scrittori italiani, Milano, Ugo Guanda Editore, 2019, ISBN 978-88-235-2471-2.
- Giacomo Leopardi, Canti. Volume secondo, Biblioteca di scrittori italiani, Milano, Ugo Guanda Editore, 2021, ISBN 978-88-235-2966-3.